# 三家子街道
三家子街道，是中华人民共和国辽宁省葫芦岛市南票区下辖的一个乡镇级行政单位。

## 行政区划
三家子街道下辖以下地区：
兴旺社区和发达社区。